# The Bootleg Series Vol. 15: Travelin’ Thru, 1967–1969
The Bootleg Series Vol. 15: Travelin’ Thru, 1967–1969 es un álbum recopilatorio del músico estadounidense Bob Dylan, publicado por la compañía discográfica Columbia Records el 1 de noviembre de 2019. El álbum se enfoca en la carrera musical de Dylan entre 1967 y 1969, periodo en el que publicó los discos John Wesley Harding, Nashville Skyline y Self Portrait.
El primer disco recopila las sesiones de John Wesley Harding y Nashville Skyline, grabados ambos en los Columbia Studios de Nashville entre 1967 y 1969, con tomas alternativas y una canción inédita, «Western Road». El segundo y el tercer disco se centran en la colaboración de Dylan con el músico Johnny Cash, incluyendo las sesiones de estudio grabadas en Nashville en febrero de 1969 y la aparición de Dylan en el Ryman Auditorium el 1 de mayo del mismo año para participar en The Johnny Cash Show.
The Bootleg Series Vol. 15: Travelin’ Thru, 1967–1969 fue publicado en triple disco compacto, triple disco de vinilo y como descarga digital.

## Lista de canciones
| Disco uno: John Wesley Harding and Nashville Skyline sessions | |                            |          |  |
| N.º                                                           | Título                                                                                             | Versión                    | Duración |  |
| 1.                                                            | «Drifter’s Escape»                                                                                 | Take 1 (Alternate Version) | 2:32     |  |
| 2.                                                            | «I Dreamed I Saw St. Augustine»                                                                    | Take 2 (Alternate Version) | 3:50     |  |
| 3.                                                            | «All Along the Watchtower»                                                                         | Take 3 (Alternate Version) | 2:31     |  |
| 4.                                                            | «John Wesley Harding»                                                                              | Take 1 (Alternate Version) | 2:47     |  |
| 5.                                                            | «As I Went Out One Morning»                                                                        | Take 1 (Alternate Version) | 4:22     |  |
| 6.                                                            | «I Pity the Poor Immigrant»                                                                        | Take 4 (Alternate Version) | 2:32     |  |
| 7.                                                            | «I Am a Lonesome Hobo»                                                                             | Take 4 (Alternate Version) | 2:56     |  |
| 8.                                                            | «I Threw It All Away» (Previamente publicada en The Bootleg Series Vol. 10: Another Self Portrait) | Take 1 (Alternate Version) | 2:33     |  |
| 9.                                                            | «To Be Alone with You»                                                                             | Take 1 (Alternate Version) | 2:26     |  |
| 10.                                                           | «Lay Lady Lay»                                                                                     | Take 2 (Alternate Version) | 3:24     |  |
| 11.                                                           | «One More Night»                                                                                   | Take 2 (Alternate Version) | 2:38     |  |
| 12.                                                           | «Western Road»                                                                                     | Take 1 (Outtake)           | 4:07     |  |
| 13.                                                           | «Peggy Day»                                                                                        | Take 1 (Alternate Version) | 2:07     |  |
| 14.                                                           | «Tell Me That It Isn’t True»                                                                       | Take 2 (Alternate Version) | 2:07     |  |
| 15.                                                           | «Country Pie»                                                                                      | Take 2 (Alternate Version) | 2:07     |  |

| Disco dos: The Dylan-Cash Sessions |                                                           |           |          |  |
| N.º                                | Título                                                    | Versión   | Duración |  |
| 1.                                 | «I Still Miss Someone»                                    | Take 5    | 3:35     |  |
| 2.                                 | «Don't Think Twice, It's All Right / Understand Your Man» | Rehearsal | 2:21     |  |
| 3.                                 | «One Too Many Mornings»                                   | Take 3    | 4:06     |  |
| 4.                                 | «Mountain Dew»                                            | Take 1    | 2:34     |  |
| 5.                                 | «Mountain Dew»                                            | Take 2    | 1:50     |  |
| 6.                                 | «I Still Miss Someone»                                    | Take 2    | 2:24     |  |
| 7.                                 | «Careless Love»                                           | Take 1    | 6:48     |  |
| 8.                                 | «Matchbox»                                                | Take 1    | 3:05     |  |
| 9.                                 | «That’s All Right, Mama»                                  | Take 1    | 2:41     |  |
| 10.                                | «Mystery Train / This Train Is Bound for Glory»           | Take 1    | 2:12     |  |
| 11.                                | «Big River»                                               | Take 1    | 2:03     |  |
| 12.                                | «Girl from the North Country»                             | Rehearsal | 3:04     |  |
| 13.                                | «Girl from the North Country»                             | Take 1    | 2:29     |  |
| 14.                                | «I Walk the Line»                                         | Take 2    | 2:40     |  |
| 15.                                | «Guess Things Happen That Way»                            | Rehearsal | 1:14     |  |
| 16.                                | «Guess Things Happen That Way»                            | Take 3    | 1:45     |  |
| 17.                                | «Five Feet High and Rising»                               | Take 1    | 1:36     |  |
| 18.                                | «You Are My Sunshine»                                     | Take 1    | 3:16     |  |
| 19.                                | «Ring of Fire»                                            | Take 1    | 3:00     |  |

| Disco tres: The Dylan-Cash Sessions, Live on The Johnny Cash Show, Self Portrait sessions, and the Home of Thomas B. Allen, Carmel, New York with Earl Scruggs | |                              |          |  |
| N.º | Título | Versión                      | Duración |  |
| 1. | «Studio Chatter»                                                                                                |                              | 0:20     |  |
| 2. | «Wanted Man» | Take 1                       | 3:11     |  |
| 3. | «Amen» | Rehearsal                    | 1:39     |  |
| 4. | «Just a Closer Walk with Thee»                                                                                  | Take 1                       | 2:36     |  |
| 5. | «Jimmie Rodgers Medley No. 1»                                                                                   | Take 1                       | 2:55     |  |
| 6. | «Jimmie Rodgers Medley No. 2»                                                                                   | Take 2                       | 3:35     |  |
| 7. | «I Threw It All Away» (Incluida en el DVD The Best of the Johnny Cash TV Show: 1969-1971)                       | Live on The Johnny Cash Show | 2:21     |  |
| 8. | «Living the Blues»                                                                                              | Live on The Johnny Cash Show | 2:31     |  |
| 9. | «Girl from the North Country» (Incluida en el DVD The Best of the Johnny Cash TV Show: 1969-1971)               | Live on The Johnny Cash Show | 3:19     |  |
| 10. | «Ring of Fire»                                                                                                  | Outtake                      | 2:27     |  |
| 11. | «Folsom Prison Blues»                                                                                           | Outtake                      | 3:46     |  |
| 12. | «Earl Scruggs Interview»                                                                                        |                              | 0:41     |  |
| 13. | «East Virginia Blues» (Incluida en el documental Earl Scruggs: His Family and Friends)                          |                              | 2:34     |  |
| 14. | «To Be Alone with You»                                                                                          |                              | 2:37     |  |
| 15. | «Honey, Just Allow Me One More Chance»                                                                          |                              | 1:51     |  |
| 16. | «Nashville Skyline Rag» (Publicada previamente en el álbum Earl Scruggs Performing with His Family and Friends) | 9/19/74: Take 3, Remake 2    | 1:51     |  |

## Posición en listas
| País                                | Posición |
| ----------------------------------- | -------- |
| Alemania (Media Control Charts)     | 11       |
| Australia (ARIA)                    | 21       |
| Austria (Ö3 Austria)                | 8        |
| Bélgica (Ultratop flamenca)         | 11       |
| Bélgica (Ultratop valona)           | 52       |
| Canadá (Billboard Canadian Albums)  | 85       |
| Dinamarca (Hitlisten)               | 32       |
| Estados Unidos (Billboard 200)      | 27       |
| Escocia (Scottish Albums Chart)     | 3        |
| España (PROMUSICAE)                 | 6        |
| Países Bajos (Album Top 100)        | 11       |
| Finlandia (Suomen Virallinen Lista) | 49       |
| Francia (SNEP)                      | 62       |
| Irlanda (IRMA)                      | 12       |
| Italia (FIMI)                       | 27       |
| Portugal (AFP)                      | 41       |
| Reino Unido (UK Albums Chart)       | 6        |
| Suecia (Sverigetopplistan)          | 7        |
| Suiza (Schweizer Hitparade)         | 7        |